# 813 (szám)
A 813 (római számmal: DCCCXIII) egy természetes szám, félprím, a 3 és a 271 szorzata.

## A szám a matematikában
A tízes számrendszerbeli 813-as a kettes számrendszerben 1100101101, a nyolcas számrendszerben 1455, a tizenhatos számrendszerben 32D alakban írható fel.
A 813 páratlan szám, összetett szám, azon belül félprím, kanonikus alakban a 31 · 2711 szorzattal, normálalakban a 8,13 · 102 szorzattal írható fel. Négy osztója van a természetes számok halmazán, ezek növekvő sorrendben: 1, 3, 271 és 813.
A 813 négyzete 660 969, köbe 537 367 797, négyzetgyöke 28,51315, köbgyöke 9,33319, reciproka 0,0012300. A 813 egység sugarú kör kerülete 5108,22965 egység, területe 2 076 495,355 területegység; a 813 egység sugarú gömb térfogata 2 250 920 964,4 térfogategység.